# تنورین
تنورین (به عربی: تنورين) یک منطقهٔ مسکونی در لبنان است که در شهرستان البترون واقع شده‌است.
 تنورین ۹۲ کیلومتر مربع مساحت و ۱۶٬۰۰۰ نفر جمعیت دارد.